# 日田市立東渓小学校
日田市立東渓小学校（ひたしりつ とうけいしょうがっこう）は、大分県日田市の公立小学校。

## 沿革
- 2012年4月1日 - 4校（馬原小学校、丸山小学校、台小学校、竹桜小学校）の併合により開校[2]
- 統合した丸山小学校は、明治4年（1871年）3月に、多々良木 矢幡広吉宅にて授業を開始。当時、学制を起草した長三州も指導したと伝わる[3]。

## 校歌
- 校歌「東渓の空」作詞・作曲：山崎ハコ[4]

## アクセス
- ゆふ高原線「豊後中川駅」徒歩5分[5]